# Hans von Tschammer und Osten
Hans von Tschammer und Osten (Dresda, 25 ottobre 1887 – Berlino, 25 marzo 1943) è stato un politico tedesco.

## Biografia
Hans von Tschammer und Osten nacque in una famiglia di piccoli proprietari terrieri del Regno di Sassonia. Dopo aver ricevuto l'istruzione tipica delle classi agiate della sua epoca, si recò al fronte in occasione della prima guerra mondiale. Tornato in patria al termine del conflitto, durante la Repubblica di Weimar aderì alle SA divenendo Gruppenführer per poi interessarsi alla politica ove divenne membro del Reichstag. Von Tschammer venne nominato Reichskommissar für Turnen und Sport (Commissario del Reich per la Ginnastica e lo Sport) del Deutscher Reichsausschuss für Leibesübungen (DRA, ufficio sportivo del Reich) il 19 luglio 1933.
Anche se egli era una figura al più disinteressata allo sport, egli riuscì a vedere proprio nello sport l'obbiettivo "per migliorare il morale e la produttività dei lavoratori tedeschi". Le abilità sportive divennero un criterio di valutazione scolastica così come un criterio di ammissione necessario per certi lavori e per l'università. Dopo l'ascesa di Hitler von Tschammer decise quindi di sciogliere il DRA, definendolo un'"entità borghese" ed il 5 maggio 1933 egli si preoccupò di rifondare l'organizzazione in Deutscher Reichsbund für Leibesübungen (DRL), un organismo molto più orientato a favore della politica nazista.
Von Tschammer fu un attivo e abile promotore degli sport della Germania nazista: egli istituì l'attuale coppa federale tedesca e sovrintese alla pubblicazione di Sport und Staat (Sport e Stato), una massiccia opera in quattro volumi di propaganda nazista sull'importanza dell'organizzazione delle attività sportive e sul modo di essere condotte nel Terzo Reich. Sport und Staat venne scritto da Arno Breitmeyer e corredato da fotografie del fotografo personale di Hitler, Heinrich Hoffmann. Questo volume fornisce ancora oggi informazioni su diverse organizzazioni quali SA, NSKK, Bund Deutscher Mädel, Hitler Jugend. Stampato nel 1934, vennero però pubblicati solo i primi due.
L'ideale sportivo nazista seguiva quanto espresso da Friedrich Ludwig Jahn, il "padre degli esercizi fisici", il quale coniugava il detto "mens sana in corpore sano" al rafforzamento della Germania dopo la prima guerra mondiale. Altro fattore decisivo fu la politica razzista che esaltava la superiorità fisica ariana rispetto alle altre razze.
Hans von Tschammer und Osten creò anche il festival nazionale degli sport del quale fu organizzatore apparendovi sovente anche come spettatore
Le Olimpiadi estive di Berlino si tennero durante la reggenza di von Tschammer come Reichssportführer. Egli strutturò i giochi olimpici assieme a Carl Diem, che era capo del Deutscher Reichsausschuss für Leibesübungen (DRA). Von Tschammer credeva fortemente anche nell'organizzazione dei giochi olimpici invernali del 1936 che programmò con Karl Ritter von Halt, il quale venne poi nominato presidente della commissione di organizzazione dei giochi. Von Tschammer venne successivamente accusato per aver messo un divieto di partecipazione alle squadre non ariane, condannando questo fatto alla violazione di una delle regole etiche fondamentali dei giochi olimpici, ovvero la loro internazionalità.
Malgrado il ruolo delle Olimpiadi per l'epoca, von Tschammer non fu mai membro del Comitato Olimpico Internazionale. Nel 1937 Karl Ritter von Halt venne eletto alla carica di membro del Comitato Esecutivo al suo posto. Quando fervevano i preparativi per l'attuazione delle principali operazioni della seconda guerra mondiale, von Tschammer morì di polmonite a Berlino nel 1943.
Von Tschammer venne succeduto come Reichssportführer da Arno Breitmeyer.